# Aphis coprosmae
Aphis coprosmae är en insektsart. Aphis coprosmae ingår i släktet Aphis och familjen långrörsbladlöss. Inga underarter finns listade i Catalogue of Life.